# Limnoriidae

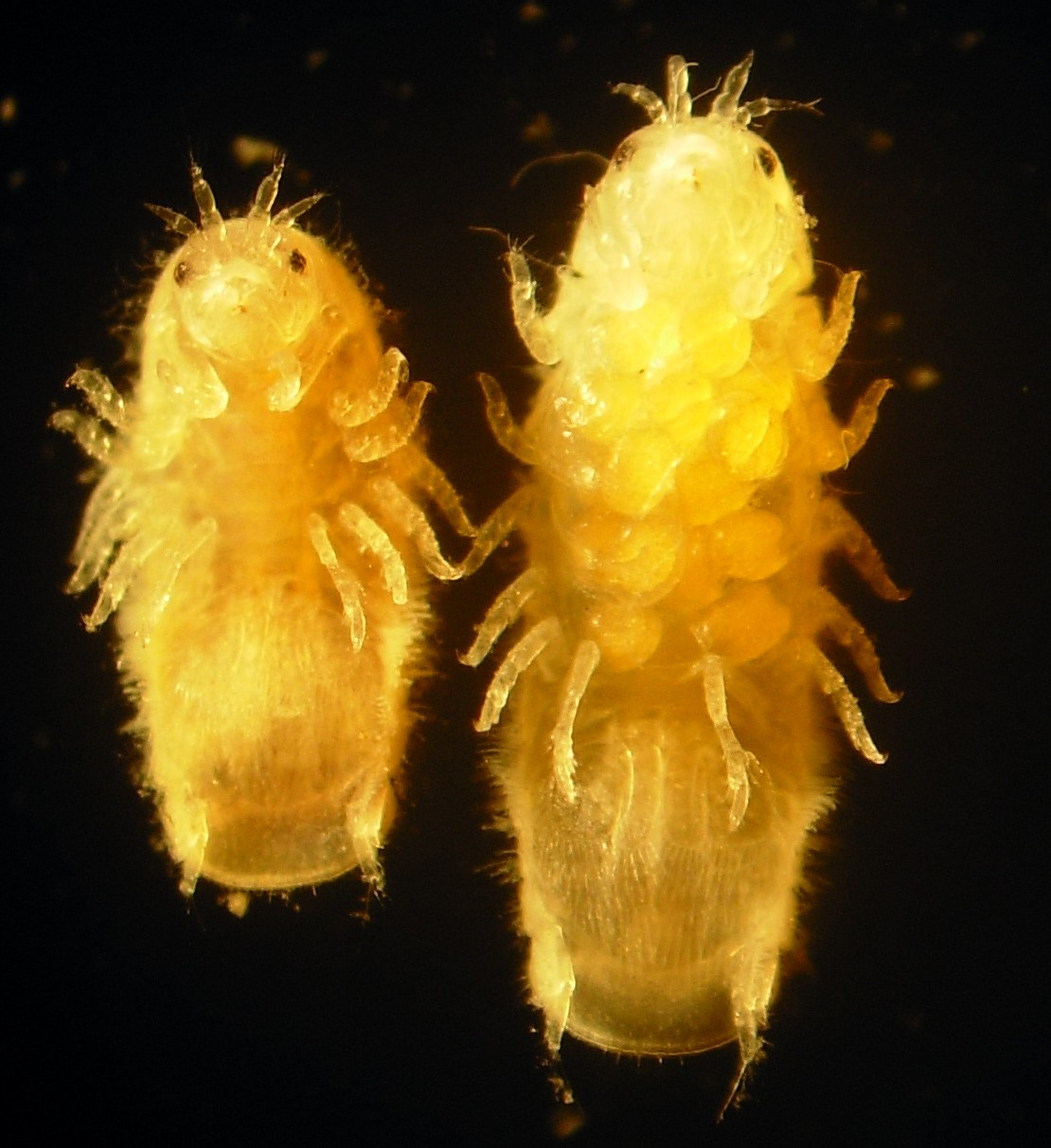
Limnoria quadripunctata

Gribble/ˈgɹɪbəl, грибл/ (або морський бурильник чи хробак) — це будь-який із приблизно 56 видів морських рівноногих із родини Limnoriidae. Загалом gribble (з англ. гризти), це блідо-білі і невеликі (1–4 міліметри завдовжки) ракоподібні,  
хоча Limnoria stephenseni з субантарктичних вод може досягати 10 мм.

## Екологія
Грибли вгризаються в деревину та рослинний матеріал для споживання їх в їжу. Целюлоза деревини перетравлюється, швидше за все, за допомогою целюлаз, що виробляються самими організмами. Найбільш руйнівними видами є Limnoria lignorum, L. tripunctata і L. quadripunctata. Розповсюдилися світом завдяки давньому повсюдному використанню дерев'яних кораблів. За кількістю руйнувань, завданих морським дерев’яним спорудам, таким як пристані та пірси, Limnoriidae поступаються лише Тередовим. L. tripunctata надзвичайно сприятливі до креозоту — консерванту, який часто використовується для захисту деревних паль, через симбіоз з бактеріями, що розкладають креозот. Грибли вражають поверхневі шари деревини, на відміну від тередових, які проникають глибше. Їхні нори мають діаметр 1–2 мм, та можуть бути довжиною у кілька сантиметрів, а верх нори пробитий вервечкою менших дихальних отворів. Уражена деревина може стати губчастою і пухкою.
Грибли відіграють екологічно важливу роль, допомагаючи розкладати та переробляти корчі.
Для захисту вони можуть забиватися у власні нори, використовуючи свої уроподи, та закривати отвір своїм заднім дископодібним сегментом, плеотельсоном.